# Kapitalgode
Et kapitalgode (sommetider blot kapital i økonomi) er et fremstillet gode, der anvendes i produktionen af varer og tjenesteydelser. Kapitalgoder er således produkter som ikke fremstilles med henblik på umiddelbart forbrug, men derimod objekter, der bruges til yderligere fremtidig produktion. De udgør dermed sammen med arbejdskraft de vigtigste produktionsfaktorer i økonomien. Kapitalgoder frembringes ved at et samfund foretager investeringer.
Kapitalgoder inkluderer fabriksanlæg, maskiner, værktøj, udstyr og produktionsbygninger der benyttes til at producere forbrugsgoder og forbrugsvarer. Disse goder udgør væsentlige økonomiske faktorer, eftersom de udgør nøglen til at udvikle positive afkast ved produktion af andre produkter.